# Ed Daein
El Daein (também escrito Ad Du'ayn, Ad Da'en ou Ed Da'ein ; em árabe: الضعين) é uma cidade localizada no sudoeste do Sudão. Fica a cerca de 831 km de Cartum e tem uma população de cerca de 300.000 pessoas.
El Daein é a capital do estado de Darfur Oriental, e está localizado na divisa dos estados da região de Darfur e Cartum. Está localizado a 157 km da cidade de Nyala, em Darfur do Sul, e a 180,6 km de Al Mijlad em Cordofão do Sul.
Em 27 e 28 de março de 1987, a cidade testemunhou um massacre étnico, quando Rizeigat armados mataram mais de 1.000 dincas.

## Transporte
A cidade está ligada por ferrovia até Cartum, a leste, e à cidade de Nyala, a oeste, e é um centro de comércio local de trigo, amendoim, cevada e gado. É servida pelo Aeroporto Ed Daein (IATA: ADV).